# Hoot Gibson
Pour les articles homonymes, voir Gibson.
Hoot Gibson est un acteur américain né le 6 aout 1892 et mort le 23 aout 1962. Révélé à la fin des années 1910 chez Universal Pictures, il devient une des figures les plus importantes du western muet durant une décennie. Après quelques années dans le cinéma parlant, il perd son succès. La fin de sa vie est marquée par de grosses difficultés financières.

## Ascension
Edmund Richard Gibson nait le 6 aout 1892 à Tekamah dans le Nebraska. Il y côtoie les chevaux dès son plus jeune âge. À l'âge de sept ans, il déménage avec sa famille en Californie. Il s'enfuit de chez lui à 13 ans pour rejoindre un cirque, puis il travaille comme cow-boy dans le Colorado. En 1907, il rejoint un spectacle Wild Wild West qui se produit pendant quatre ans aux États-Unis et en Australie. Il participe à de nombreux rodéos et est élu champion du monde au Pendleton Round-Up en 1912.
Il apparait au cinéma pour la première fois en 1910 dans The Two Brothers, de D. W. Griffith, pour la Biograph Company. Il y met à profit ses talents de cascadeur aux côtés de son ami Art Acord. Dans les cinq années qui suivent, il est engagé entre autres dans des serials de la Kalem Company et quelques westerns de Tom Mix pour la Selig Polyscope Company. Jusqu'à la fin des années 1910, Hoot joue aussi une douzaine de fois avec son épouse Helen Gibson.
À partir de 1916, Hoot Gibson tient des seconds rôles réguliers chez Universal. En 1917, John Ford prend en main la réalisation des westerns de Harry Carey, et Hoot apparait régulièrement dans cette série à succès. Il tourne une quinzaine de fois aux côtés de Carey avec qui il liera une longue amitié. L'année suivante, sa carrière est interrompue lorsqu'il s'engage dans le corps blindé américain (US Tank Corps) à la fin de la Première Guerre mondiale. De retour à Hollywood en 1919, il occupe des seconds rôles dans les westerns de Ford avec Pete Morrison. Ensuite, le studio lui confie la tête d'affiche d'une série de petits westerns où il est surnommé The Smiling Whirlwind (Le Tourbillon Souriant). Il prolifère en tête de ces courts-métrages au rythme de un ou deux westerns par mois.

## Succès et déclin

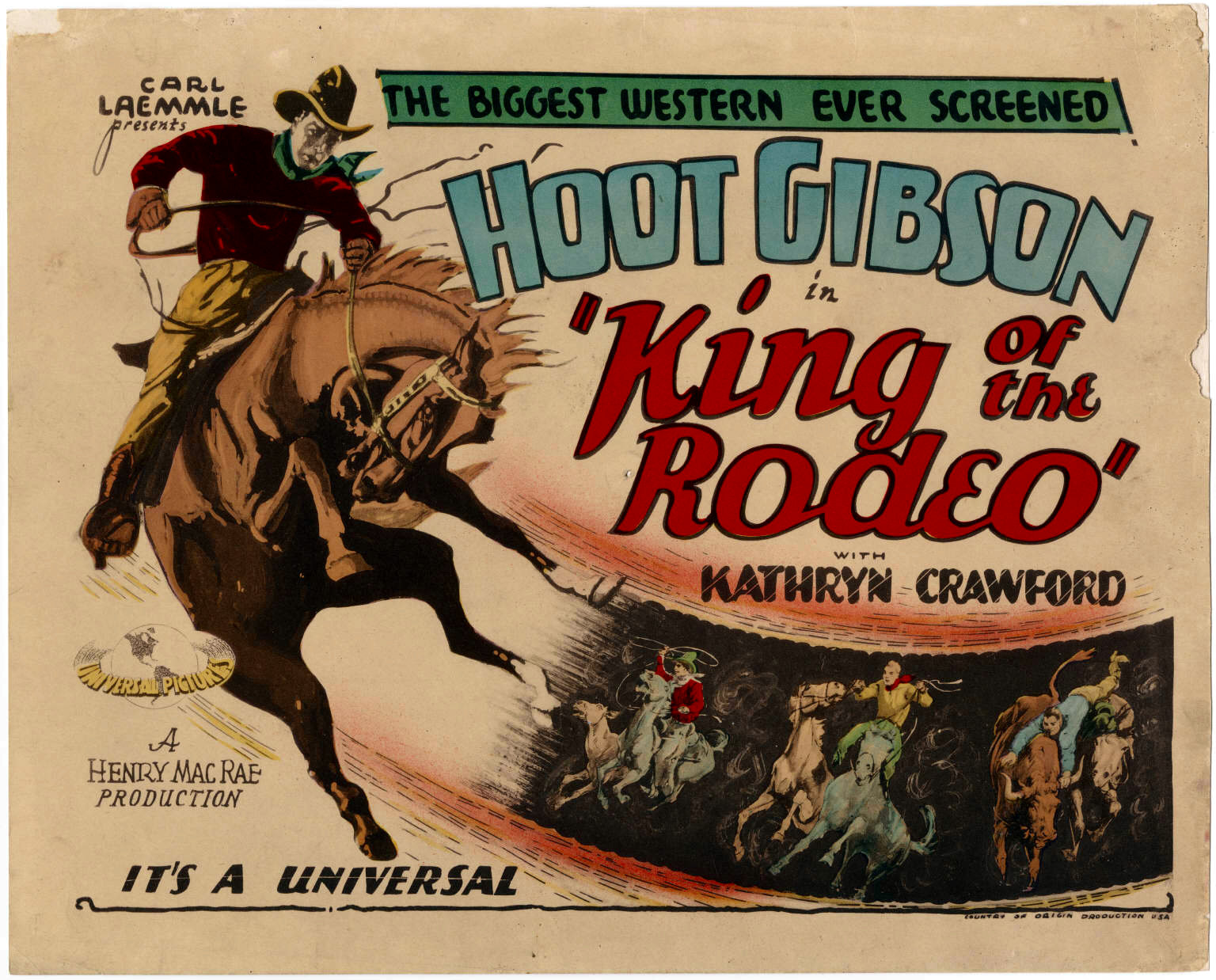
Hoot Gibson dans King of the Rodeo en 1929

En 1921, Hoot obtient son premier grand rôle dans Action de John Ford. Il s'agit d'une des nombreuses adaptations du roman The Three Godfathers de Peter B. Kyne (en), paru huit ans plus tôt. Le film est aujourd'hui considéré comme perdu. Hoot Gibson est propulsé vers la gloire et devient l'acteur numéro un d'Universal, pour qui il enchaine les films durant les années 1920. Son statut atteint un niveau comparable aux plus grands cow-boys de l'époque comme Tom Mix. Pourtant, il est plus un comédien qu'un homme d'action : ses films ne sont pas tellement violents et il ne porte que rarement une arme à la ceinture.
Après quelques westerns parlants produits en association avec Universal, Hoot Gibson se sépare finalement du studio en 1930. Il joue alors dans des westerns B pour différentes petites compagnies. La qualité de ses films est en baisse et sa carrière commence à décliner. En 1936, sa popularité ne résiste pas à la montée en force des cowboys chantants comme Tex Ritter et Gene Autry. Chez Universal, Hoot a touché à sa grande époque des salaires énormes. Mais sa fortune a depuis totalement fondu, à cause de ses nombreux mariages et surtout de ses passions pour les voitures de course et les avions. Ne trouvant plus de rôles à Hollywood, Hoot Gibson quitte le cinéma et retourne faire du cirque et des spectacles western.
En 1943 et 1944, la Monogram lui permet de rejouer dans une dizaine de westerns B aux côtés de deux autres stars des années 1930, Ken Maynard et Bob Steele. Ces films marquent à peu de chose près la fin de sa carrière. Il retrouvera John Ford dans Les Cavaliers (1959), où le réalisateur offre à l'acteur son avant-dernier rôle.
La mauvaise gestion de ses finances le mène quasiment à la ruine dans les années 1950. En 1960, il attrape un cancer et est forcé de trouver du travail comme portier à Las Vegas pour assumer ses soins de santé. Il en meurt le 23 aout 1962 à Woodland Hills, à l'âge de soixante-dix ans.

## Mariages
Hoot Gibson rencontre Rose August "Helen" Wenger sur le circuit des rodéos et ils se marient en 1913. Helen devient elle aussi actrice et ils jouent plusieurs films ensemble dans les années 1910 avant de divorcer en 1920. Hoot épouse deux ans plus tard Helen Johnson avec qui il a une fille, Lois Charlotte Gibson, née en 1923. Il divorce à nouveau en 1927. En 1930, Hoot épouse en troisièmes noces l'actrice Sally Eilers. Ils partagent l'affiche de trois films, mais Eilers le quitte au bout de trois ans, lorsqu'elle connaît elle-même le succès. Hoot Gibson se marie encore une fois en 1942 avec Dorothea Dunstan, qu'il rencontre lors de ses spectacles. Cette fois, le couple dure jusqu'à la fin de sa vie en 1962.

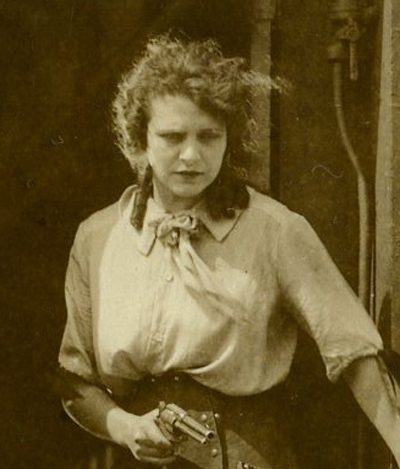
Helen Gibson
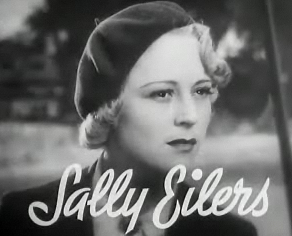
Sally Eilers

## Filmographie partielle
- 1910 : Pride of the Range de Francis Boggs

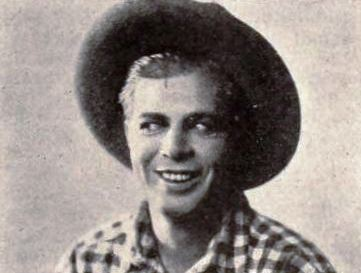
Hoot Gibson dans Red Courage (1921)

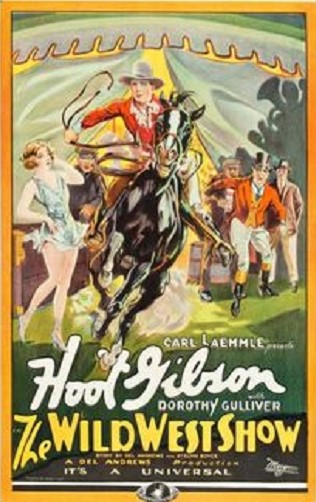
Hoot Gibson à l'affiche de The Wild West Show (1928).

- 1911 : The New Superintendent de Francis Boggs
- 1914 : The Telltale Knife de Tom Mix
- 1914 : Shotgun Jones de Colin Campbell
- 1917 : Pour son gosse (The Soul Herder) (court-métrage) de John Ford
- 1917 : Cheyenne's Pal de John Ford
- 1917 : Le Ranch Diavolo (Straight Shooting) de John Ford
- 1917 : The Texas Sphinx de John Ford
- 1917 : L'Inconnu (The Secret Man) de John Ford : Chuck Fadden
- 1917 : A Marked Man  de John Ford
- 1918 : Headin' South d'Allan Dwan et Arthur Rosson
- 1918 : The Midnight Flyer de George Marshall
- 1919 : The Crow de B. Reeves Eason
- 1920 : The Jay Bird de Phil Rosen
- 1920 : Double Danger d'Albert Russel
- 1920 : Superstition d'Edward Laemmle
- 1921 : Action (Let’s Go) de John Ford : Sandy Brouke
- 1921 : Red Courage de B. Reeves Eason : Pinto Peters
- 1922 : The Loaded Door de Harry A. Pollard
- 1923 : Marin d'eau douce (Out of Luck) de Edward Sedgwick
- 1923 : Blinky d'Edward Sedgwick
- 1923 : Un gentilhomme d'Amérique (The Gentleman from America) de Edward Sedgwick
- 1923 : L'Outsider (The Ramblin' Kid) de Edward Sedgwick
- 1923 : Héros sans le savoir (Kindled Courage) de William Worthington
- 1924 : Hello, 'Frisco de Slim Summerville
- 1925 : The Saddle Hawk d'Edward Sedgwick
- 1925 : Let 'er Buck d'Edward Sedgwick
- 1925 : The Hurricane Kid d'Edward Sedgwick : The Hurricane Kid
- 1926 : Invalide par amour (Chip of the Flying U) de Lynn Reynolds
- 1926 : The Buckaroo Kid de Lynn Reynolds
- 1927 : Le Roi de la prairie (The Prairie King) de B. Reeves Eason
- 1927 : L'Homme aux cheveux rouges (The Silent Rider) de Lynn Reynolds
- 1928 : The Wild West Show de Del Andrews
- 1937 : La Caravane de l'enfer (The Painted Stallion), serial de 12 épisodes, de  William Witney, Ray Taylor et Alan James : Walter Jamison
- 1944 : Marked Trails de John P. McCarthy
- 1959 : Les Cavaliers (The Horse Soldiers) de John Ford : Sergent Brown
- 1960 : L'Inconnu de Las Vegas (Ocean's Eleven) de Lewis Milestone (non crédité)